# Ballaban
Ballaban je obec v okresu Gjirokastër, kraji Gjirokastër, jižní Albánii.